# Tadjenanet
Tadjenanet (arabe : تاجنانت, berbère: tajnant), anciennement appelée Saint-Donat, est une commune, également chef lieu de daïra, située à l extrême sud-ouest de la Wilaya de Mila en Algérie  sur l'axe routier Alger - Constantine et limitrophe de la wilaya de Batna.

## Géographie
Tadjenanet se situe à 75 km au sud-ouest de Mila et à 18 km de Chelghoum Laïd sur la RN 5 reliant Alger à Constantine. A une altitude de 850 m, elle est arrosée d'Ouest en Est par l'Oued Rhumel. À 10 km au ٍSud, se trouve la forêt d'Ouled Abdennour adossée au Djebel Rokbet ank Djmal.
Elle se situe à 75 km de Constantine, 96 km de Batna,56 km de Sétif et enfin à 23 km de la ville d'El Eulma, connue pour son marché de gros qui génère d'importants flux commerciaux. 

### Toponymie
Le nom de la ville est d'origine arabe " Djenane" qui se traduit par " jardin" ensuite berberisé qui donnera le nom " Tedjananet"

### Localisation
| Belaa (Sétif)      | Benyahia Abderrahmane | Chelghoum Laid |
| El Oueldja (Sétif) | Tadjenanet            | Chelghoum Laid |
| Taya (Sétif)       | Ain Djasser (Batna)   | Ouled Khellouf |

## Hameaux et lieux-dits
La commune compte 19 mechtas : Mechta Tinn, Feid Nafaa, Ouled Belkheir, Mechta Daya, Mechta Fessikh, El Djahli, El Ma Labiod, Bousselam

### Transports
La commune est desservie par l'autoroute est-ouest A1 et la route nationale 5 ainsi que par la ligne ferroviaire Alger-Constantine.
La ville est un moteur de la vie économique et sociale de la région en raison de son marché hebdomadaire. Elle de situe aussi à 23 km de la ville de "Eulma" poumon économique de l'est algérien. La population jeune représente une part importante de la population totale dont une partie va étudier au complexe universitaire de l'est du pays, à Constantine.

## Histoire
Le village colonial de Saint-Donat est créé en 1872 sur le territoire de la commune mixte de Chateaudun du Rhumel actuellement Chelghoum Laid, au bord de l'oued Rhumel sur la route d'Alger à Constantine. Tadjnanet( تجننت  est le nom arabe berbérisé de djenane جنان qui signifie "jardin" tant la région était boisée et verdoyante et où l'eau émergeait de nombreuses sources et puits artésiens. Six colons se sont partagés son territoire tant il était fertile. En 1898, l’état civil est institué qui donne les noms selon le code français. En 1958, elle devient commune de plein exercice dans le département de Constantine. Le découpage ultérieur l'attribue à la wilaya (préfecture) de Mila.

## Démographie
| 1884       | 1892       | 1897       | 1902       | 1987   | 1998   | 2008   |
| ---------- | ---------- | ---------- | ---------- | ------ | ------ | ------ |
| 181 colons | 251 colons | 688 colons | 517 colons | 30 237 | 43 151 | 53 536 |

La population de la ville est constituée de différentes ethnies, dont la plus importante est celle des Chaouis. Après l'indépendance de l'Algérie, plusieurs tribus berbères de la région de Batna se sont installées dans la ville et ont contribué à son développement. En effet la grande majorité des habitants de Tadjenanet se disent chaouis « arabophone » et considèrent que la ville est dans un sens partie intégrante des Aurès, de par sa proximité avec Batna. Sa culture est similaire à celle que l'on trouve dans les Aurès, notamment : le folklore, la gastronomie et le style vestimentaire. La ville est le fief historique de la tribu des Ouled Abdennour, une tribu appartenant au groupe Chaouis.

## Économie
La ville est connue surtout par son marché hebdomadaire de produits importés, considéré comme le premier de l'Est algérien
et qui est la principale cause de développement économique et social de la ville.

## Administration
| Période | Période | Identité           | Étiquette | Qualité |
| ------- | ------- | ------------------ | --------- | ------- |
| 2002    | 2007    | Abderrahmane Nekaâ |           |         |
| 2007    | 2010    | Abdelhakim Chettih | FLN       |         |

## Sport
Le club de football local est le DRB Tadjenanet qui a réussi à accéder pour la première fois de son histoire en Division Nationale 1, en 2015.